# دونالد فولي
دونالد فولي (بالإنجليزية: Donald Foley)‏ هو ممثل أمريكي، ولد في 1963 ببوسطن في الولايات المتحدة، وتوفي في 24 أكتوبر 2011.

## وصلات خارجية
- دونالد فولي على موقع IMDb (الإنجليزية)